# Сичов Віталій Олексійович
Віталій Олексійович Сичов (нар. 10 грудня 1986, Українська РСР) — український футболіст, нападник.

## Життєпис
Вихованець УФК (Дніпропетровськ) та київського «Арсеналу», кольори якого захищав у ДЮФЛУ. Футбольну кар'єру розпочав у 2003 році в другій команді київського «Арсеналу». На початку 2005 року перейшов у донецький «Металург», у футболці якого дебютував у Вищій лізі. Влітку 2007 року відправився до білоцерківського «Арсеналу», а по завершенні сезону перейшов у «Фенікс-Іллічовець». У липні 2009 року підсилив ПФК «Суми». У вересні 2010 року, будучи вільним агентом, підписав контракт зі свердловським «Шахтарем». Футбольну кар'єру завершив у 2012 році.

## Досягнення
- Вища ліга України
  -  Бронзовий призер (1): 2005